# Over-the-top
L'AGCOM definisce Over-The-Top (in acronimo OTT) le imprese che forniscono, attraverso la rete Internet, servizi, contenuti (soprattutto video) e applicazioni di tipo "rich media" (per esempio, le pubblicità che appaiono mentre si naviga in un sito web e che dopo una durata prefissata scompaiono). Esse traggono ricavo, in prevalenza, dalla vendita di contenuti e servizi tramite concessionari agli utenti finali (ad esempio nel caso di Apple e del suo iTunes) o di spazi pubblicitari, come nel caso di Google e Facebook. Gli utenti possono accedere ai contenuti tramite qualsiasi tipo di unità con una connessione a banda larga.
Tali imprese, prive di una propria infrastruttura, agiscono al di sopra delle reti, da cui il termine Over-The-Top. Il vantaggio delle OTT è che non hanno a proprio carico i costi relativi alla trasmissione ed alla gestione della rete (come per la televisione tradizionale via digitale terrestre e via digitale satellitare), che gli altri broadcaster normalmente sostengono. Si rivolgono inoltre a un mercato globale con spese di gestione e organici ridottissimi.
Nel mondo pochi grandi gruppi OTT (Amazon, Facebook e Google) detengono il 75% della raccolta pubblicitaria su Internet. 

In Italia, nel 2019 la raccolta pubblicitaria delle piattaforme OTT ha superato la quota di pubblicità raccolta dalla radio, dalla stampa e dall'online non OTT messi insieme.